# Top van Malta
De Malta Top was een topconferentie tussen de president van de Verenigde Staten George H.W. Bush en Michail Gorbatsjov, leider van de Sovjet-Unie. De bijeenkomst vond plaats op 2 en 3 december 1989, slechts een paar weken na de val van de Berlijnse Muur. Het was de tweede keer dat de twee leiders bij elkaar kwamen. De eerste keer was samen met president Ronald Reagan in New York in december 1988. Tijdens de top bespraken Bush en Gorbatsjov het einde van de Koude Oorlog. De nieuwsberichten spraken destijds over de belangrijkste bijeenkomst sinds 1945, toen de Britse premier Winston Churchill, Sovjet leider Jozef Stalin en de Amerikaanse president Franklin D. Roosevelt bijeenkwamen op de Conferentie van Jalta.

## Hoogtepunten van de top

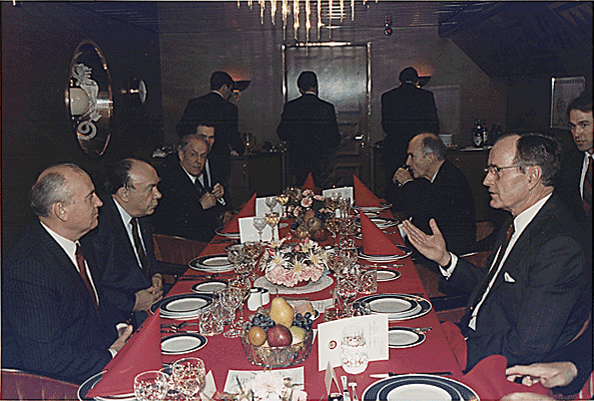
Gorbatsjov en Bush die op het punt staan samen te eten aan boord van het Sovjet schip Maxim Gorky, Marsaxlokk, Malta.

Brent Scowcroft en andere medewerkers van de Amerikaanse overheid waren oorspronkelijk bezorgd dat de Malta Top te vroeg georganiseerd was. Er zouden wel hoge verwachtingen zijn, maar er heerste angst dat deze niet waar gemaakt zouden kunnen worden. De Franse president François Mitterrand, de Britse premier Margaret Thatcher en andere Europese leiders en leden van het Amerikaanse Congres overtuigden Bush om met Gorbatsjov te spreken.
Er werden geen officiële documenten getekend op de Malta Top. De hoofdreden van de bijeenkomst was om de twee supermachten een mogelijkheid te geven om de veranderingen, die plaatsvonden in Europa na de val van het IJzeren Gordijn, te bespreken. Sommige historici zien deze top als het symbolische einde van de Koude Oorlog.
President Bush gaf als kleinigheidje een stuk van de Berlijnse Muur aan alle deelnemers van de conferentie. Deze stukken waren verzameld door twee Amerikaanse piloten en vier Amerikaanse soldaten die met sloophamers naar Berlijn waren gestuurd. In totaal hadden ze ongeveer 180 kilo verzameld.

Op de top sprak Gorbatsjov de volgende woorden:

"The world is leaving one epoch and entering another. We are at the beginning of a long road to a lasting, peaceful era. The threat of force, mistrust, psychological and ideological struggle should all be things of the past."

"I assured the President of the United States that I will never start a hot war against the USA."

Hierop antwoordde Bush:

"We can realise a lasting peace and transform the East-West relationship to one of enduring co-operation. That is the future that Chairman Gorbachev and I began right here in Malta."

## Overige deelnemers
Op de Malta Top waren ook de volgende personen aanwezig:
Sovjet-Unie
- Sergei Akhromeyev
- Aleksandr Bessmertnykh
- Anatoly Dobrynin
- Edoeard Sjevardnadze
- Aleksandr Jakovlev

Verenigde Staten
- James Baker
- Robert Blackwill
- Jack F. Matlock
- Condoleezza Rice
- Brent Scowcroft
- Raymond Seitz
- John H. Sununu
- Margaret Tutwiler
- Paul Wolfowitz
- Robert Zoellick